# 亞當斯縣 (內布拉斯加州)
亞當斯縣（英語：Adams County）是美國內布拉斯加州南部的一個縣。面積1,461平方公里。根據美國2000年人口普查，共有人口31,151人。縣治黑斯廷斯（Hastings）。
成立於1867年2月16日，是該州最早成立的縣。縣名紀念第二任總統約翰·亞當斯。